# Step-up
Un step-up est une structure de neige utilisée pour le ski freestyle ou le snowboard. Il s'agit d'un tremplin permettant d'effectuer des figures en l'air, avec une réception plus haute que l'appel.

## Risques
Pour des step-ups de bonne taille (entre 5 et 10 mètres de haut entre le kick et la réception), la prise d'élan et la vitesse nécessaire peuvent paraître impressionnantes. Cependant, si tant est qu'il n'y ait rien d'autre qu'une pente progressive entre le kick et la réception, le step-up constitue l'un des modules les moins dangereux car un rideur manquant de vitesse pour atteindre la réception va heurter le sol avec une vitesse verticale nulle et une vitesse horizontale modérée. Évidemment, un tel saut devient beaucoup plus risqué si la zone entre le kick et la récep est vide ou constituée de rochers ou de manque de neige[réf. nécessaire].